# 8434-es mellékút (Magyarország)
A 8434-es számú mellékút egy közel 5 kilométer hosszú, négy számjegyű országos közút Vas vármegyében, Celldömölk nyugati vonzáskörzetében köt össze három kisebb települést.

## Nyomvonala
Egyházashetye központjában ágazik ki a 8415-ös útból, annak a 13+350-es kilométerszelvénye közelében, észak felé. Első, rövid szakasza a Béke utca nevet viseli, majd Berzsenyi Dániel utca néven folytatódik, és alig 400 méter után kilép a falu lakott területei közül. Másfél kilométer után kiágazik belőle egy önkormányzati út Köcsk Nagyköcsk településrésze irányába, majd még a második kilométere előtt be is lép e község területére.
A harmadik kilométerénél áthalad Kisköcsk központján, ahol egyúttal keresztezi a település főutcáját, amely 84 137-es útszámozással húzódik végig kelet-nyugati irányban a belterületén. 3,9 kilométer után már Kemeneskápolna határai között jár, e község legdélibb házait pedig 4,6 kilométer után éri el. Szabadság utca néven ér véget Kemeneskápolna központjában, beletorkollva a 8433-as útba, annak a 4+500-as kilométerszelvénye közelében.
Teljes hossza, az országos közutak térképes nyilvántartását szolgáló kira.gov.hu adatbázisa szerint 4,786 kilométer.

## Települések az út mentén
- Egyházashetye
- Köcsk
- Kemeneskápolna